# Favrholm (bydel)
 For alternative betydninger, se Favrholm. (Se også artikler, som begynder med Favrholm)
Favrholm er en ny bydel syd for Hillerød med tilhørende ny togstation: Favrholm Station. Området syd for Hillerød er navngivet efter gården Favrholm.  Her opføres supersygehuset Nyt Hospital Nordsjælland med 4.000 ansatte. Hillerød Kommune vil bebygge området rundt om sygehuset. Bydelen vil huse omkring 9.000 indbyggere.